# Much Apu About Something
Much Apu About Something, llamado Mucho escándalo por nada en Hispanoamérica y Mucho Apu y menos nueces en España, es un episodio perteneciente a la vigesimoséptima temporada de la serie animada Los Simpson, fue emitido originalmente el 17 de enero de 2016 en EE. UU.. El episodio fue escrito por Michael Price y dirigido por Bob Anderson. El episodio recibió críticas positivas por parte de los críticos, pero críticas negativas por parte de los fanáticos de la serie.

## Argumento
Todo comienza cuando en la televisión aparece un comercial invitando a admirar la nueva estatua de Jeremías Springfield. En la celebración, a causa de la provocación del Cuerpo de Bomberos de la ciudad, el tanque donado por la Seguridad Nacional al Cuerpo de Policía choca contra el Kwik-E-Mart. La destrucción hace que tanto Sanjai y Apu sean hospitalizados por seis semanas, mientras el sobrino de este último, James "Jay" Nahasapeemapetilon, se encarga de la tienda.
Mientras tanto, debido a que Homer descubre que todo el desastre fue culpa de Bart, hace prometer (y cumplir) a éste de ya no hacer bromas. No obstante, el nuevo Bart no dura demasiado ya que necesita recuperarse del golpe que le dio Milhouse tres episodios atrás, debido a que debe volver a sus andanzas para hacer volver, irónicamente, a la víctima de sus travesuras, Apu, a su antiguo y reconstruido negocio. Esto, lográndolo quitando la corriente eléctrica al negocio regentado por Jay para que se pudran las verduras y otros productos que necesitan de por sí refrigeración.
Al final del episodio, el alcalde Diamante decide tumbar la nueva estatua y hacer volver la original. Pero en el instante en que el tanque SWAT del cuerpo de policía dispara, rebota y le cae al mismo; destruyéndolo en lugar del monumento.